# Manic Miner
Manic Miner is een platformspel dat oorspronkelijk werd uitgebracht in 1983 voor de ZX Spectrum. Het spel werd ontworpen door Matthew Smith en uitgebracht door Bug-Byte. Het was het eerste spel uit de Miner Willy-reeks. Het spel is in de loop der jaren heruitgebracht voor verschillende platforms.

## Ontvangst
Manic Miner won in 1983 een Golden Joystick Award voor beste arcadespel, en werd derde bij de spel van het jaar-verkiezing.
Het spel staat op de 25e plaats van een lijst van beste ZX Spectrumspellen aller tijden samengesteld door het tijdschrift Your Sinclair .

## Gameplay
De speler bestuurt in het spel een mijnwerker genaamd Willy.
Het spel bestaat uit 20 levels, die allemaal een grot voorstellen. In elke grot zijn meerdere objecten aanwezig die Willy moet verzamelen voordat zijn zuurstof opraakt. Zodra de speler alle voorwerpen in een level verzameld heeft, moet hij Willy nog naar de uitgang brengen.
Ook moet de speler Willy vijanden laten ontwijken die zich langs vaste wegen en patronen voortbewegen. Deze vijanden zijn spinnen, slijm, en robots.Willy kan eveneens sterven als hij van grote hoogte valt.
Voor elke 10.000 punten krijgt de speler een extra leven.

## Achtergrond
Smith liet zich voor het spel inspireren door het spel Miner 2049er voor de Atari 800. Bij uitkomst was het een van de eerste videospellen met ingebouwde muziek en geluidseffecten, en kleurrijke graphics die speciaal waren ontworpen voor de ZX Spectrum. Muziek in spellen werd tot dusver voor onmogelijk gehouden daar hiervoor de CPU voortdurend zou moeten werken.
De muziek die in het spel is te horen is In de hal van de Bergkoning van Edvard Grieg's muziek voor Henrik Ibsen's toneelstuk Peer Gynt. De muziek in het titelscherm is een aangepaste versie van An der schönen blauen Donau.

## Versies
Manic Miner werd omgezet voor Commodore 64, Commodore 16, Amstrad CPC, BBC Micro, Dragon 32/64, Commodore Amiga, Oric-1, Game Boy Advance, MSX, SAM Coupé en mobiele telefoons.
Er zijn enkele verschillen tussen de oorspronkelijke versie van het spel en de latere versie uitgebracht door Software Projects. Zo hebben verschillende personages in het spel in de Software Projects-versie een ander uiterlijk gekregen.
Er bestaan ook onofficiële versies van het spel voor Windows, DOS, Linux, Apple Macintosh, Atari ST, ZX81, Sony PlayStation, Nintendo 64, Neo Geo Pocket Color, Acorn Archimedes, Orao, Z88, PMD 85, HP48, en Microsoft Zune.

## Platforms
| Jaar | Platform                                           |
| ---- | -------------------------------------------------- |
| 1983 | ZX Spectrum                                        |
| 1984 | BBC Micro, Commodore 64, Dragon 32/64, Amstrad CPC |
| 1985 | MSX, Memotech MTX, Tatung Einstein, Dragon 32/64   |
| 1986 | Commodore 16, Commodore Plus/4                     |
| 1987 | Oric                                               |
| 1990 | Amiga                                              |
| 1997 | DOS                                                |
| 1998 | Windows                                            |
| 2002 | Game Boy Advance                                   |
| 2010 | iPad, iPhone                                       |
| 2011 | bada                                               |
| 2012 | Windows Phone                                      |

## Ontvangst
Het spel werd wisselend ontvangen:
| Beoordeeld door                       | Platform             | Jaar | Score |
| ------------------------------------- | -------------------- | ---- | ----- |
| Computer and Video Games (CVG)        | Commodore 64         | 1984 | 90%   |
| Commodore User                        | Commodore 16, Plus/4 | 1986 | 90%   |
| Consoles Plus                         | Game Boy Advance     | 2002 | 89%   |
| ACE (Advanced Computer Entertainment) | Amiga                | 1990 | 87%   |
| GameHippo.com                         | DOS                  | 1999 | 80%   |
| TeleMatch                             | Amstrad CPC          | 1984 | 67%   |
| Pixel-Heroes.de                       | ZX Spectrum          | 2010 | 60%   |
| Pixel-Heroes.de                       | Amstrad CPC          | 2010 | 60%   |
| GameCola.net                          | ZX Spectrum          | 2004 | 58%   |
| ASM (Aktueller Software Markt)        | Amiga                | 1990 | 33%   |
| Jeuxvideo.com                         | Game Boy Advance     | 2002 | 25%   |

## Vervolgen
- Jet Set Willy, (1984), Software Projects
- The Perils of Willy, (1984), Software Projects
- Jet Set Willy II: The Final Frontier, (1985), Software Projects
- Jet Set Racing, (2005), Numfum

## Trivia
- Het spel is opgenomen in het boek 1001 Video Games You Must Play Before You Die van Tony Mott.